# 1737年の相撲
1737年の相撲（1737ねんのすもう）は、1737年の相撲関係のできごとについて述べる。

## 興行
- 2月場所（京都相撲）[1]
  - 3月7日（旧2月7日）より興行
- 4月場所（大坂相撲）[2]
  - 興行場所:大坂堀江